# 아다르마
아다르마(산스크리트어: अधर्म)는 다르마의 산스크리트 반의어이다. "법에 맞지 않는 것"을 의미한다. 배반, 불화, 부조화, 부자연스러움, 부도덕한 행위, 사악함, 부도덕함, 불의, 악덕이 내포되어 있다.

## 정의
아다르마(산스크리트어: अधर्म)는 문자 그대로 "다르마"와 "아"가 결합된 것으로, "다르마가 아닌 것"을 의미한다. 그것은 부도덕한, 죄 많은, 그릇된, 악한, 부당한, 불균형한, 부자연스러운 것을 의미한다.
바가바타 푸라나 6.1.40절에 따르면, 야마두타는 베다에 규정된 종교적 원칙은 다르마로 구성되고, 다르마로 구성되지 않은 것들은 아다르마로 구성된다고 대답했다.
아리엘 글루클리치는 아다르마를 혼돈, 무질서, 비조화로 번역하고 다르마의 반대라고 설명한다. 글루클리치는 아다르마가 다르마의 이분법적 반대이지만 인도 철학에서 절대적으로 비윤리적이지 않다고 말한다. 오히려 그것은 상황, 목적 및 맥락에 따라 달라지는 의미의 음영을 가진 다르마와 같은 복잡한 기능적 주관적 용어이다.
진 F. 콜린스 주니어는 아다르마를 비종교로 정의한다. 진은 아다르마가 존재의 법칙에 위배되는 모든 것이라고 말한다. 그에 따르면 아다르마는 자신의 다르마에 위배되는 행위들이다. 영적 성장을 촉진하는 것은 무엇이든지 다르마이고, 영적 성장을 방해하는 것은 무엇이든지 아다르마이다. 아다르마적인 경로를 따르는 것은 자부심, 접촉 및 취함이라는 세 가지 악에 따라 행동하는 것을 의미한다. 그에 따르면 영적 이해를 고려하지 않은 맹목적인 믿음은 아다르마이다.